# Kharkhoda
Kharkhoda là một thị xã và là một nơi hội đồng khu vực quy hoạch (nagar panchayat) của quận Meerut thuộc bang Uttar Pradesh, Ấn Độ.

## Nhân khẩu
Theo điều tra dân số năm 2001 của Ấn Độ, Kharkhoda có dân số 12.435 người. Phái nam chiếm 53% tổng số dân và phái nữ chiếm 47%. Kharkhoda có tỷ lệ 57% biết đọc biết viết, thấp hơn tỷ lệ trung bình toàn quốc là 59,5%: tỷ lệ cho phái nam là 66%, và tỷ lệ cho phái nữ là 48%. Tại Kharkhoda, 16% dân số nhỏ hơn 6 tuổi.